# Лазенковский мост
Лазенковский мост (пол. Most Łazienkowski) — пятипролётный стальной автомобильный мост через Вислу в Варшаве, Польша. Сооружение имеет 423 м в длину и 28 м в ширину. На мосту есть по три полосы для движения в каждом направлении и тротуары для пешеходов. Название связано с парком Лазенки и дворцом Лазенки, которые расположены к юго-западу от моста.
Генеральный план Варшавы, предусматривавший строительство Лазенковского моста был утверждён в 1960-х годах. Проект моста был разработан бригадой инженеров бюро «Транспроект» под руководством Ежи Мазура. Строительство велось с 1971 по 1974 год. Официальное открытие состоялось 22 июля 1974 года в День возрождения Польши, о чём свидетельствует бронзовая мемориальная доска, установленная на южной балюстраде Мост стал продолжением аллеи Народной Армии и вошёл в состав новой Лазенковской трассы.
С 1981 до 1998 года он носил название «Лазенковский мост имени генерала Зыгмунта Берлинга» в честь польского военачальника, участника Второй Мировой войны, но на практике это название практически не использовалось.
После открытия мост неоднократно подвергался ремонту. В 1975 году на мосту произошёл первый пожар. Более крупный пожар произошёл 14 февраля 2015 года — горели доски, демонтированные с технического помоста. Из-за повреждений конструкций моста он был закрыт на несколько месяцев на реконструкцию. Были полностью заменены конструкции моста. Повторное открытие моста состоялось 28 октября 2015 года.
Автомобильное движение на мосту достаточно интенсивное. В среднем по нему проезжает 117 752 автомобилей за день (по данным 2015 года).